# Peter Travaglini

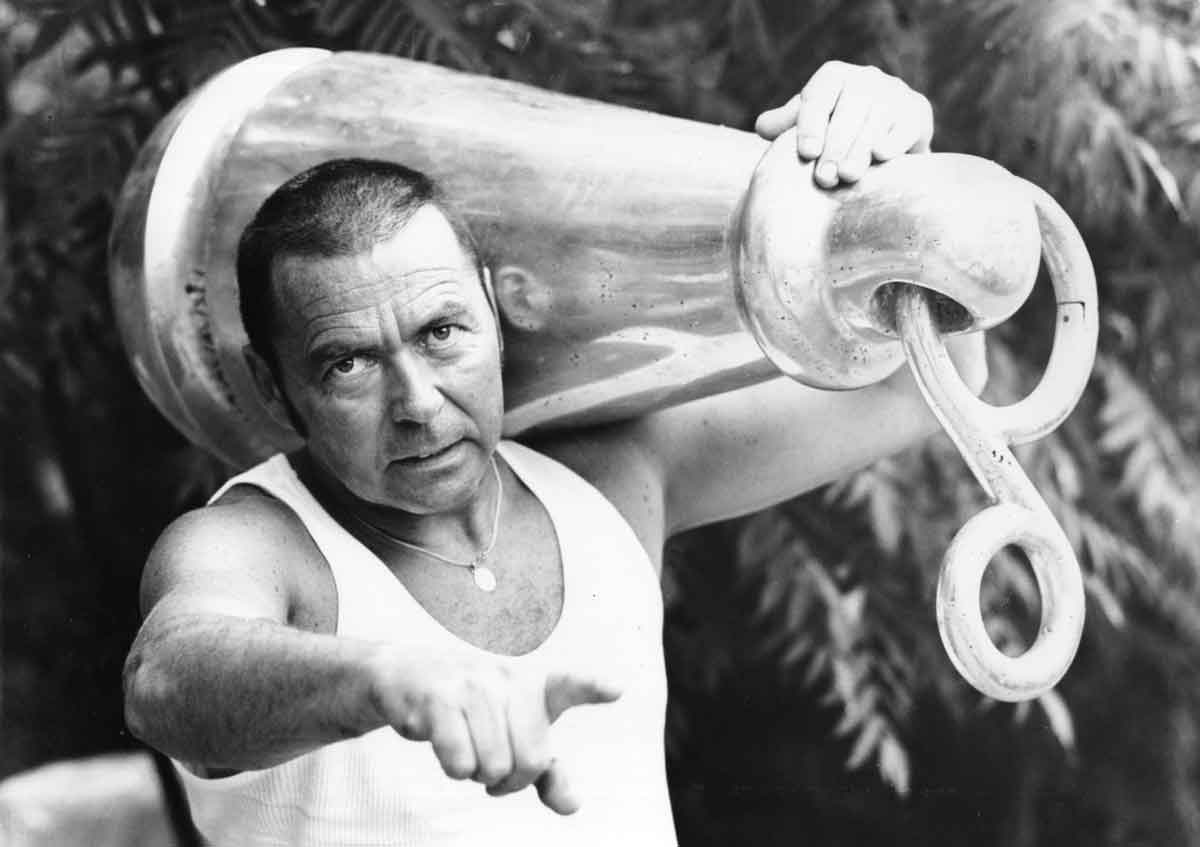
Portrait von Peter Travaglini mit seinem Griff-Objekt aus Aluminium, Teil der WC-Cat (Catene) 1972

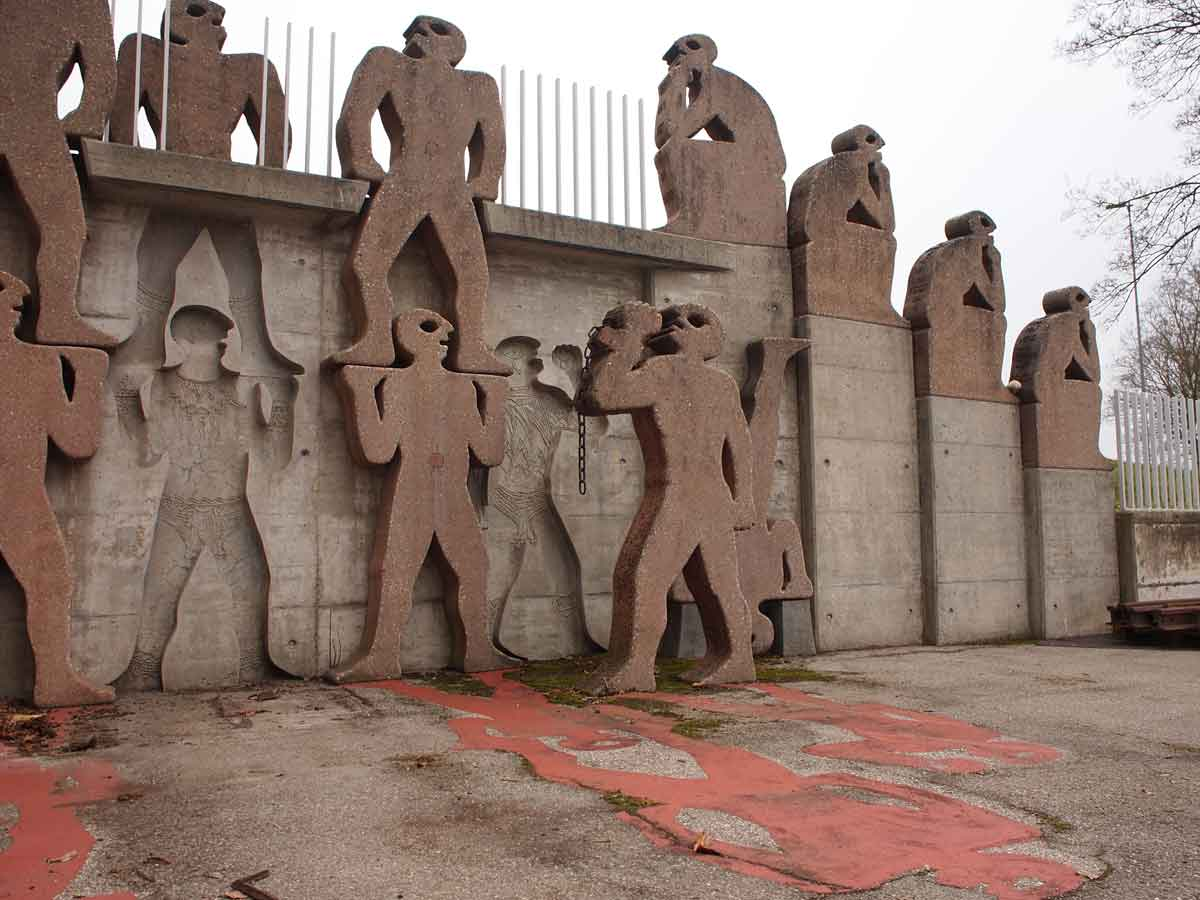
Teil der künstlerischen Gestaltung in der Strafanstalt Witzwil

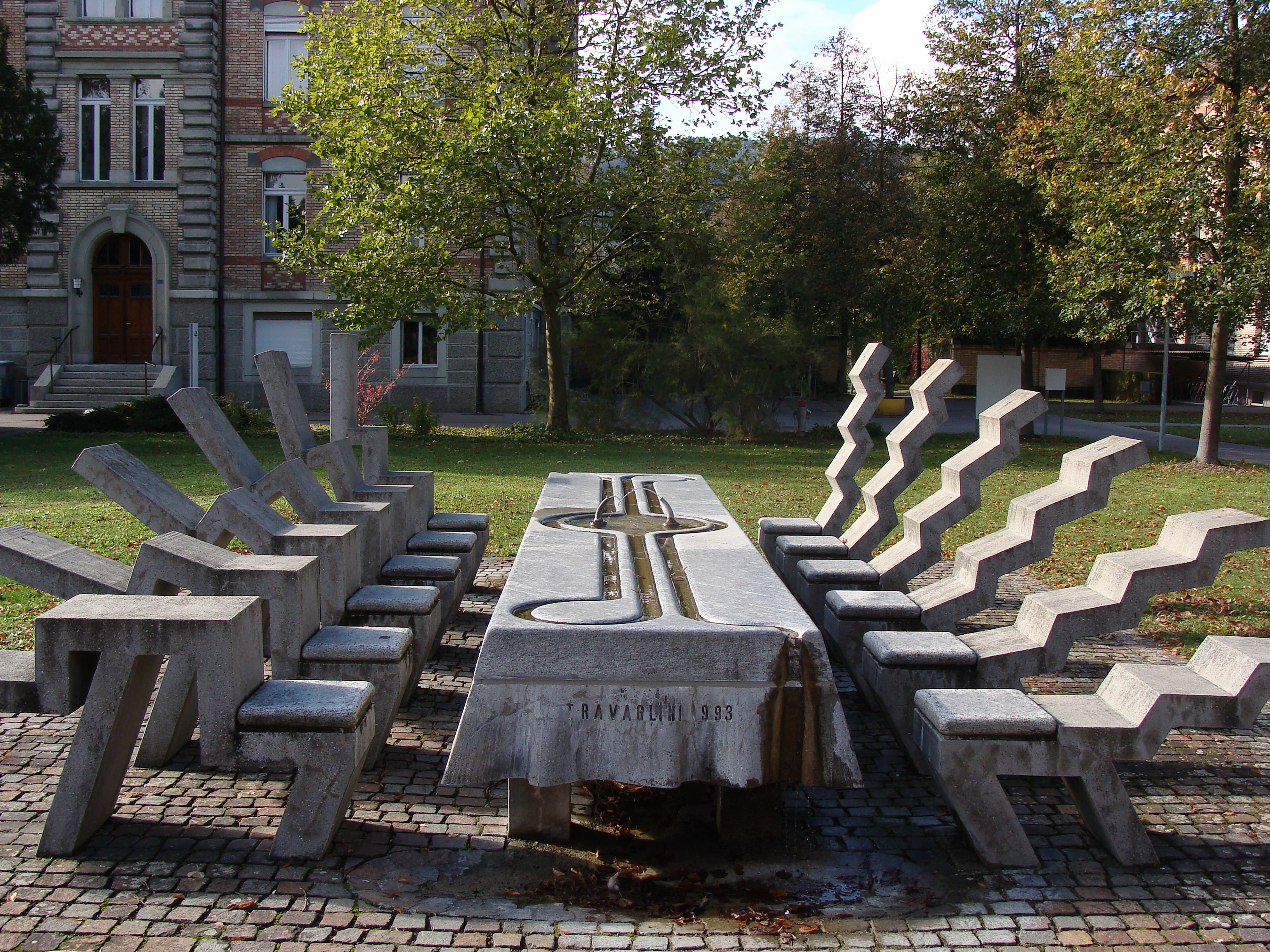
Abendmahltisch Brunnen auf dem Gelände des Psychiatriezentrums Münsingen

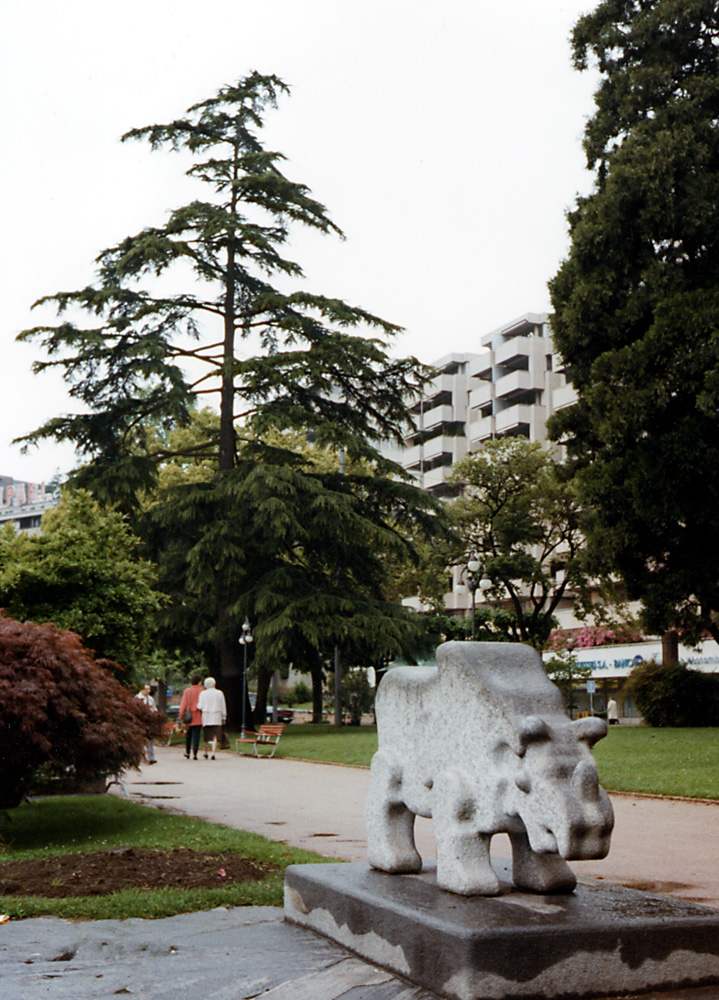
Rhinozeronte Giardino Belvedere, Lugano

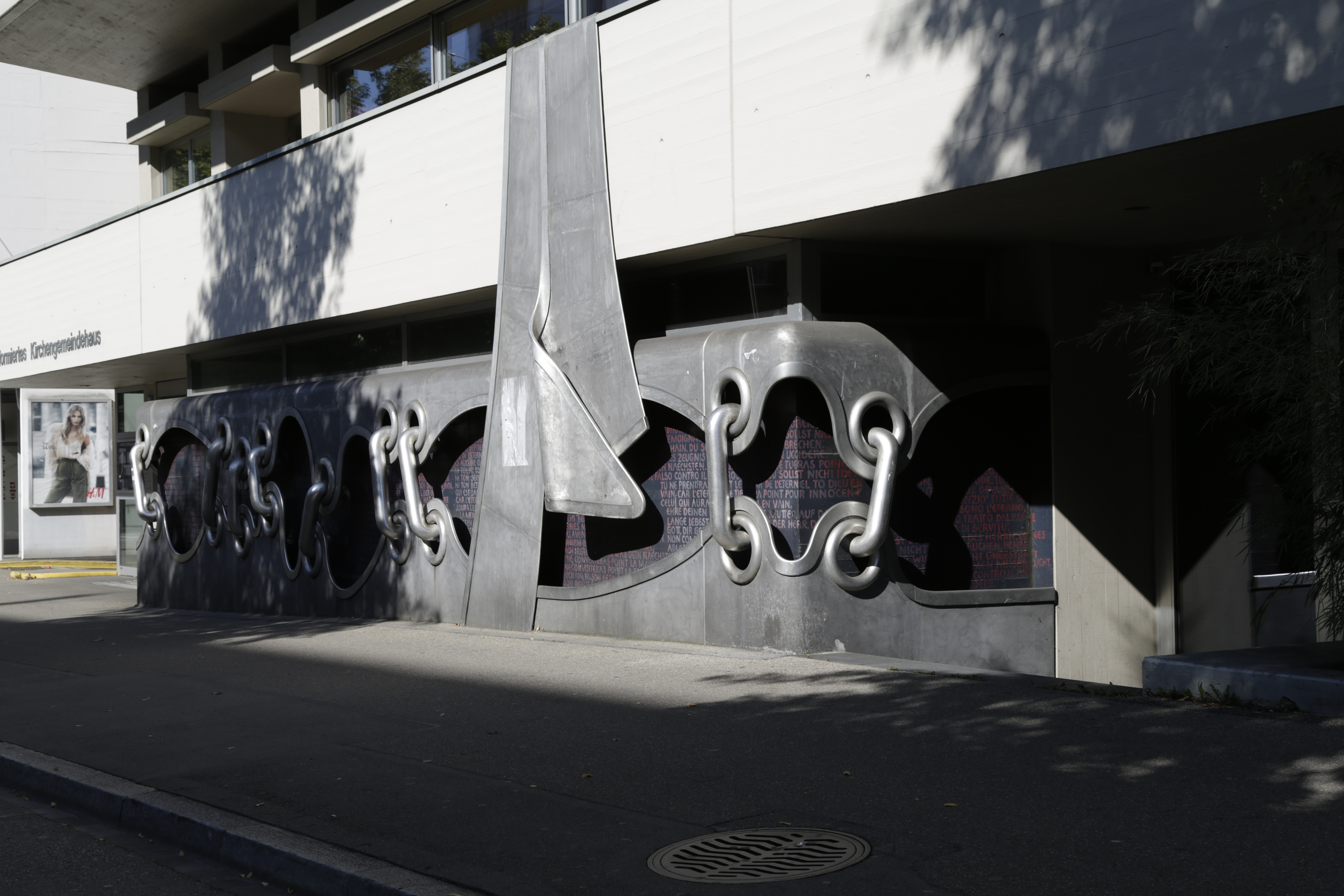
Die zehn Gebote Kirchgemeindehaus Aussersihl am Stauffacher, Zürich

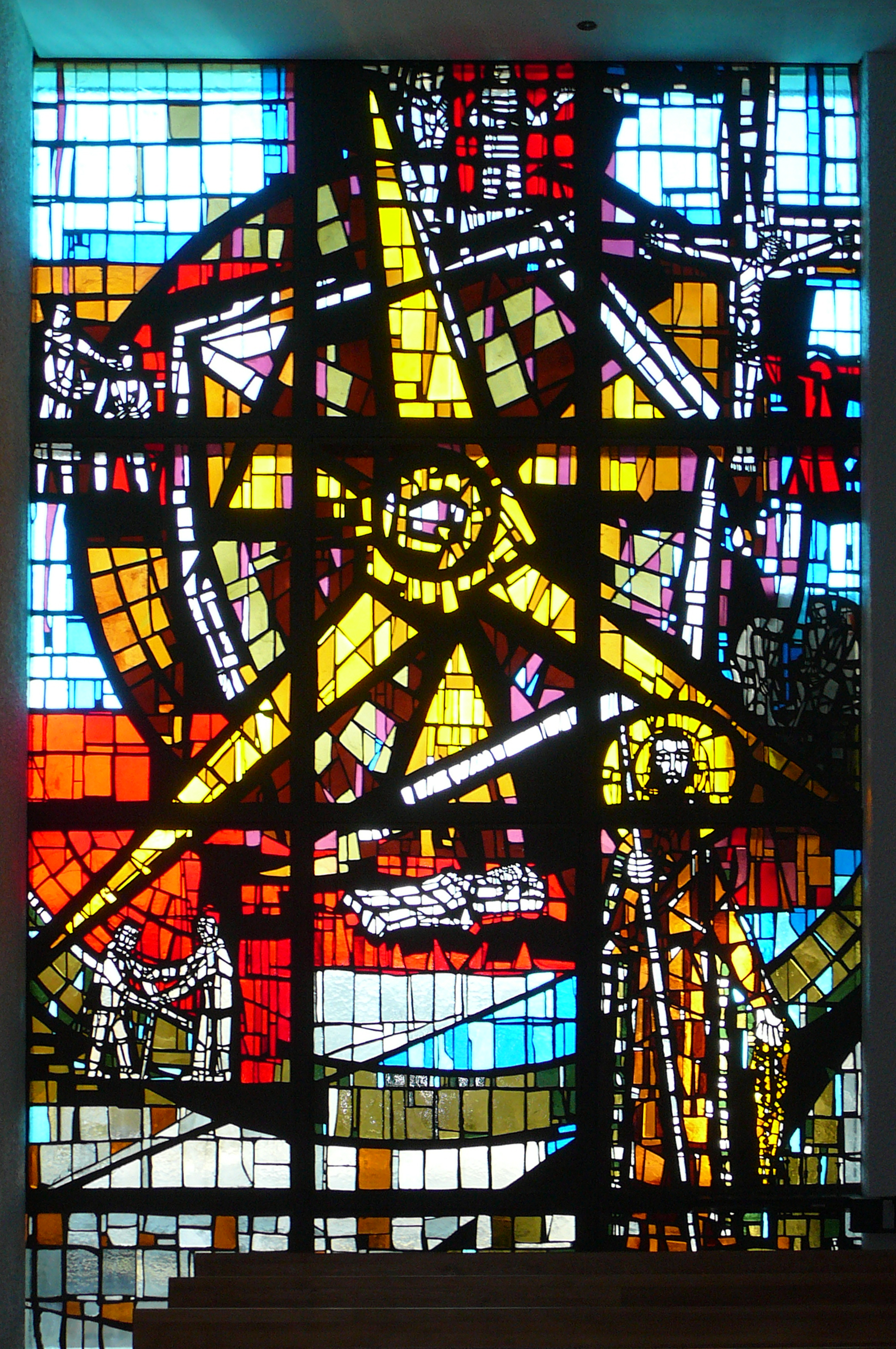
Betonglasfenster röm.-kath. Kirche Bruder Klaus Urdorf

Peter (Piero) Travaglini, (* 2. März 1927 in Bern; † 31. Januar 2015 in Büren an der Aare) war ein Schweizer Maler, Plastiker, Bildhauer und Grafiker.

## Leben
Peter Travaglini absolvierte nach der Schule von 1943 bis 1946 eine Maler- und Gipserlehre mit Besuch der Gewerbeschule Solothurn und 1944 der Kunstgewerbeschule Vevey. Von 1946 bis 1949 besuchte er die Accademia di Belle Arti di Brera in Mailand.
Ab den frühen 1970er Jahren war er während 20 Jahren Präsident der Altstadtkommission Büren an der Aare und betätigte sich als Restaurator. Zudem zeichnete er sich für die Neugestaltung der Holzbrücke und den Farbrichtplan der Altstadtfassaden in Büren verantwortlich.
1948 nahm er Wohnsitz in seinem Heimatort Vira (Gambarogno) und heiratete Hanni Sommer. Zusammen hatten sie sieben Kinder. Ab 1950 war sein Hauptwohnsitz in Büren an der Aare.

## Werk
Neben der Arbeit im väterlichen Malergeschäft entstanden Ölgemälde in gegenständlicher Richtung, welche in Grenchen, Solothurn und Lugano ausgestellt wurden. 1953 fertigte Travaglini erste Bildhauerarbeiten in Kalkstein und ein Bronzerelief für das Rathaus der Gemeinde Büren an der Aare. Später folgten ein Brunnen in Sandstein und ein kleinerer Kalksteinbrunnen in Meienried bei Büren. Die Beherrschung unterschiedlichster Techniken und Materialien wie Bronze, Aluminium und Holz, Beton, Granit und Backstein bildet die Grundlage für Travaglinis Werke. Er zog keine Grenze zwischen freier Kunst und Kunsthandwerk. Der symbolhafte Kontrast zwischen Stein und Wasser kam in über 70 Brunnenanlagen immer neu zur Geltung. Auftragskunst wurde zum zentralen Anliegen Travaglinis, stand aber stets in enger Wechselwirkung mit dem freien Schaffen; davon zeugen seine Arbeitsbücher. Die Spiel- und Experimentierfreude des Künstlers führte in die unterschiedlichsten Richtungen: Teppiche, Fahnen, Keramik, Medaillen, Münzen, Pins und grafische Gestaltungen. Markenzeichen von Travaglini war seit den frühen 1970er Jahren die scherenschnittartig typisierte menschliche Figur, die als «Etui-Mensch» von ihrer Gussform abhängig bleibt. Mit 49 überlebensgrossen Betonfiguren ist die Umgebungsgestaltung der Strafanstalt Witzwil von 1983 ein Schlüsselwerk des Künstlers.
Der Auftrag für ein monumentales Glasfenster für die Kirche Maria Geburt in Lyss wurde im Jahr 1958 zum Auftakt einer langen Reihe öffentlicher Auftragswerke und führte ihn in die selbstständige Tätigkeit als freier Künstler.
Travaglini näherte sich in den 1960er Jahren tachistischen und abstrakt-expressiven Zeitströmungen. Es folgten erste Aluminiumgüsse und Monotypien. Ausstellungen führten ihn mit Künstlerkollegen u. a. nach Bochum, Köln, Duisburg, Frankfurt, Berlin und Ljubljana. 1968 folgte die Beteiligung an der von ihm mitinitiierten Skulpturenschau in Vira (Gambarogno) erstmals mit einer überdimensionalen Kette aus Granit und 1970 an der Plastikausstellung Biel/Bienne mit einer über 30 Meter langen schwimmenden Kette auf dem Bielersee. Mit seinen Plastiken nahm Travaglini Ende der 1960er Jahre eine Pionierrolle als Schweizer Pop-Art-Künstler ein. Internationale Anerkennung erhielt Travaglini vor allem durch Beteiligungen an der Ausstellung The Swiss Avant Garde in New York (1971), an Schweizer Kunst heute in Mailand, Graz, Olten, Bochum (1972), an der Biennale di Venezia (1976) und in der Rotonda della Besana, Mailand (1972/1980).
An der Ausstellung Tell 73 war Travaglini mit der schwimmenden Monumentalplastik Tells Apfelschuss in der ganzen Schweiz präsent. 1976 gründete er den Travaglini Dualis-Club, dessen Mitglieder durch bronzene Kettenglieder symbolisch miteinander verbunden sind. Ab 1976 lehrte er an der Internationalen Akademie für bildende Künste, IABK in Niederbipp, dann im von ihm mitgegründeten Künstlerhaus Solothurn. In den frühen 1980er Jahren wurde er Mitglied der Kunstkommissionen des Kantons Bern und der Stadt Biel. 2007 fand im Kunsthaus Grenchen und in Büren an der Aare eine Doppelausstellung zu seinem 80. Geburtstag statt. Ferner beteiligte sich Travaglini mehrmals an der Art Basel, an Skulpturenausstellungen im Freien in Vira (Gambarogno), an der Schweizer Plastikausstellung in Biel, an Ausstellungen in Centre PasquArt, Biel, an Jahresausstellungen in Solothurn und Biel sowie an der Internationalen Triennale für Originalgrafik, Grenchen.
Der Nachlasses von Travaglini wurden auf vier Institutionen aufgeteilt: Unterlagen zu seinem freien Schaffen und handschriftliche Notizen wurden dem Schweizerischen Institut für Kunstwissenschaft überlassen, Dokumente zu Auftragsarbeiten, die Werkzeichnungen, die Werkdokumentation und Grafiken zur Komplettierung der Sammlung gingen 2017 als Schenkung ans Kunsthaus Grenchen. Dieses organisierte eine Gedächtnisausstellung und die Buchvernissage zur ersten Monographie über Peter Travaglini. Der gesamte glasmalerische Nachlass von Travaglini ans Schweizerische Forschungszentrum für Glasmalerei und Glaskunst (vitrocentre) in Romont FR. Der im Dezember 2017 online geschaltete, virtuelle Forschungsraum vitrosearch publiziert fortlaufend ihren Bestand. 2021 wurde die ganze Dokumentation zu seinen denkmalpflegerischen und gestalterischen Arbeiten für seine Wohngemeinde der Vereinigung für Heimatpflege Büren übergeben.

## Werke im öffentlichen Raum (Auswahl)
- Grenchen:
  - Schreitende Figur, 1990
  - Drei Figuren, 1993
  - Bronzeplastik vor ETA-Gebäude, 1978
- Bellach: Schulhausplatz: Betonzahlenwand
- Urtenen-Schönbühl, Dorfzentrum: Platzgestaltung mit Brunnen
- Zürich: Kirchgemeindehaus am Stauffacher
- Biel, Kinderspital Wildermeth: Betontiere, Betonbrunnen, Platzgestaltung
- Lyss, Kirche Maria Geburt: Glasbetonfenster u. a.
- Urdorf, Kirche Bruder Klaus: Glasbetonfenster u. a.
- Horgen, Kirche St. Josef: Gestaltung des Altarbereichs bei der Sanierung von 1978
- Zürich-Leimbach, Kirche Maria-Hilf: künstlerische Ausstattung
- Schönenberg, Kirche Hl. Familie: Glasfenster und Gestaltung des Altarbezirks
- Lugano, Giardino Belvedere:
  - Granitkette, 1963
  - Granit-Rhinozeros, 1977
- Zollikofen: Züpfen-Brunnen, 1986

Weitere wichtige Arbeiten sind im Besitz der Kantone Bern, Schwyz und Tessin, der Städte Bern, Biel, Grenchen, Lugano, Olten, der Museen Bochum/Deutschland, Grenchen und Lugano.